# De Kooning on de Kooning
De Kooning on de Kooning è un documentario del 1982 diretto da Charlotte Zwerin e basato sulla vita del pittore statunitense Willem de Kooning.